# Liquore southern style
Con il termine liquore southern style (talvolta definito Louisiana style) si indica un categoria di liquori a base di frutta, spezie e distillati tipici degli stati meridionali degli stati uniti, in particolare della parte più orientale.

Non esiste una vera e propria regolamentazione o un processo normato per la definizione di tali bevande. Sono, infatti, usati agrumi, frutta varia (pesche, mele), aromi di diversa natura, miele o altri ingredienti ancora. 
Nel processo di produzione, alla composizione di base, viene integrato un distillato specifico. Questo distillato svolge un ruolo cruciale nella definizione del profilo organolettico del liquore risultante e, spesso, concorre alla definizione complessiva del nome (es. liquore southern style al whiskey). Anche per quanto riguarda il tipo di distillato, sebbene esistano diverse opzioni applicabili, i più comunemente impiegati sono il whiskey e il rum. 

Un elenco non esaustivo di marchi commerciali di liquori southern style comprende:
- Gator Bite
- London Bridge Southern spirit
- Samuel Willards Southern Spirit
- Spirit of Louisiana
- Southern Comfort
- Yukon Jack